# Územní opatství Nossa Senhora do Monserrate do Rio de Janeiro
Územní opatství Nossa Senhora do Monserrate do Rio de Janeiro bylo územní opatství římskokatolické církve, nacházející se v Brazílii.

## Historie
Územní opatství bylo založeno 15. srpna 1907 a to dekretem E Brasilianae Reipublicae konzistorní kongregace a to z části území diecéze Amazonas a arcidiecéze Rio de Janeiro.
Dne 21. dubna 1934 bylo opatství zrušeno a z jejího území byla vytvořena apoštolská administratura Rio Branco.
Dne 19. května 1948 bylo opatství bulou Decessor Noster papeže Pia XII. obnoveno a to z území Územní prelatury Rio Branco.
Dne 6. května 2003 bylo dekretem Iuxta normas Kongregace pro biskupy opatství zrušeno a včleněno do arcidiecéze Rio de Janeiro.

## Seznam opatů
- Geraldo Van Caloen, O.S.B. (1907-1915)
- Pedro Eggerath, O.S.B. (1915-1929)
- Martinho Michler, O.S.B. (1948-1969)
- Inácio Barbosa Accioly, O.S.B. (1969-1992)
- José Palmeiro Mendes, O.S.B. (1992-2003)